# Staurocephalus brachyceros
Staurocephalus brachyceros är en ringmaskart som beskrevs av Grube 1878. Staurocephalus brachyceros ingår i släktet Staurocephalus och familjen Dorvilleidae. Inga underarter finns listade i Catalogue of Life.